# Mackintosh and T.J.
Mackintosh and T.J. è un film del 1975 diretto da Marvin J. Chomsky.

## Produzione
Il film è un western a sfondo drammatico statunitense diretto da Marvin J. Chomsky e scritto da Paul Savage su soggetto di Dick Dragonette, Marshal Riggan e dello stesso Savage. È stato prodotto da Tim Penland per la Penland Productions e girato nel Four Sixes Ranch a Guthrie e a Lubbock, nel Texas. È interpretato da Roy Rogers (qui nella sua ultima interpretazione), Clay O'Brien e Joan Hackett.

## Colonna sonora
Della colonna sonora del film fa parte il brano Stay All Night, cantato da Willie Nelson e scritto da Waylon Jennings

## Distribuzione
Il film è stato distribuito negli Stati Uniti dal 5 febbraio 1975 (première a Charlotte, Carolina del Nord, il 21 novembre 1975) al cinema dalla Penland Productions. È stato distribuito anche in Brasile con il titolo A Grande Amizade.

## Accoglienza
Secondo Leonard Maltin il film è un "western alla vecchia maniera di ambientazione contemporanea". Maltin segnala solo la presenza di Roy Rogers come punto a favore dei fan nostalgici mentre "gli altri sono avvertiti".